# Лицей «Вторая школа»
Лице́й «Втора́я шко́ла» имени В. Ф. Овчи́нникова, сокращённо Л2Ш, — государственное бюджетное общеобразовательное учреждение города Москвы. Находится в Юго-Западном административном округе города Москвы.

## История

### 1956—1971
Школа № 2 была основана в 1956 в новом районе Москвы. В те годы по требованию Н. С. Хрущёва все школы обязали вводить производственное обучение. Но в ближайших окрестностях от данной школы не было ни одного завода, зато на другой стороне Ленинского проспекта располагался целый ряд институтов Академии наук СССР.
Первый директор школы — Владимир Фёдорович Овчинников, решил обратиться в один из них — находившийся по соседству Институт точной механики и вычислительной техники, директор которого в ту пору — академик С. А. Лебедев (ныне его имя носит и сам институт), предложил устроить производственное обучение по специальности «радиомонтажник» — в ту пору достаточно редкой в городе, что уже привлекло повышенное внимание учащихся и их родителей к данной школе.
Позже Сергей Алексеевич предложил расширить перечень специальностей и добавить обучение по специальности «программист». Такое решение вызвало усиление физико-математического цикла (как обеспечивающего эту специальность) и приток в школу детей сотрудников расположенных на Ленинском проспекте академических институтов. Не все учителя школы физико-математического направления справлялись с новыми требованиями, поэтому было начато обновление преподавательского состава, в том числе путём привлечения родителей учащихся из институтов АН СССР в школу в качестве лекторов и преподавателей.
Таким образом и появилась физико-математическая специализация школы.
В школе не было младших классов (с первого по пятый), и за счёт этого удавалось содержать гораздо большее количество старших классов (с шестого по десятый), чем в обычных московских школах. Как правило, на параллель набирались два шестых класса («А» и «Б»), через год добирались два седьмых («В» и «Г»), ещё через год два восьмых («Д» и «Е»); три года спустя 10-й класс оканчивали шесть классов параллели, около 200—210 выпускников в год. Приём производился на конкурсной основе по результатам собеседований.
Занятия по математике и физике часто вели ведущие учёные — проф. Е. Б. Дынкин, член-корр. (затем — акад.) И. М. Гельфанд, профессор Ю. Л. Климонтович и другие. Предметы гуманитарного цикла преподавали А. А. Якобсон, В. И. Камянов, Г. А. Богуславский, Г. Н. Фейн, Ф. А. Раскольников, З. А. Блюмина, И. С. Збарский, Ю. Л. Гаврилов, Т. И. Олегина, Л. П. Вахурина и другие. В школе функционировал театр, проходили публичные лекции и концерты. Таким образом, в школе образовалось сообщество неординарных учителей и учеников со свободным взглядом на мир, на окружающую действительность. Но в советские времена всякое самостоятельное суждение в общеобразовательном учреждении не поощрялось. В связи с этим в 1971 году из школы с соответствующими взысканиями были уволены директор В. Ф. Овчинников и трое его заместителей. Владимир Фёдорович в день своего увольнения собрал всех работавших в тот день учителей и призвал их не покидать школу во имя сохранения коллектива и духа «Второй школы». Тем не менее в знак протеста против увольнения директора ушли три учителя: математики Б. П. Гейдман, Г. А. Пистерман и физик Я. В. Мозганов. Большинство учителей доучили выпускной класс и ушли из школы весной 1972 года. Однако «Вторая школа» продолжила своё существование.

### 1971—1992
Школа сохранила статус физико-математической (за исключением 1985—1988 годов). Среди тех, кто не оставил школу вслед за уволенным руководством, были учителя математики Зоя Михайловна Фотиева и физики Рудольф Карлович Бега, впоследствии 6-кратный Соросовский учитель, проработавший во «Второй школе» 42 года до своей смерти в 2002 году. Именно он все эти годы боролся за сохранение статуса физико-математической школы, препятствовал попыткам её коммерциализации в 90-е годы и воспитал множество учеников. Двое из них (чл.-корр. РАН В. В. Лебедев и д.ф.-м.н. И. Н. Хлюстиков) стали его соавторами при написании учебника «Электростатика». Его именем названа открытая конференция учебно-исследовательских работ школьников, ежегодно проводимая во «Второй школе» в 2003—2010 годах.
Также не покинули школу учителя математики Г. А. Чувахина, физики — Г. А. Ефремова, В. В. Татаринов, английского языка — И. Я. Вайль и А. И. Даурова, географии — А. Ф. Макеев, физкультуры — И. А. Шелевич (работала по 2010 год), легендарный учитель химии К. А. Круковская, видоизменённая фамилия которой стала своеобразным «боевым кличем» 2-й школы. Все они составляли костяк её учительского коллектива.
Вновь набранные на место уволенных и ушедших учителей влились в коллектив «Второй школы» и поддерживали её статус, хотя давление сверху продолжалось. Среди тех, кто пришёл в школу в эти годы и до сих пор работает в ней: словесники Г. С. Тарицына и Г. И. Еселева, географ А. И. Алексеев, химик К. Е. Домео. Периодически назначались новые директора (5 за этот период), призванные нивелировать отличия от стандарта. Но по-прежнему большинство выпускников поступало в МГУ, МФТИ, МИФИ и другие ведущие вузы.
В 1979 году были введены младшие классы, что привело к уменьшению числа профильных (физико-математических) классов. В середине 80-х годов оставалось всего по два старших класса. Конкурсный набор сохранялся (за исключением 1980 и 1981 годов). С 1982 года один из двух старших физико-математических классов набирали в девятый класс, а не в шестой. С 1988 года набор младших классов был отменён. Также в 1988 году впервые после долгого перерыва имел место набор в седьмые и восьмые физико-математические классы. В том же году над школой взял шефство МФТИ.

### 1992—2002
В августе 1992 года школа № 2 была преобразована в Государственный лицей «Вторая школа». Директором лицея был назначен её выпускник 1975 года Пётр Вадимович Хмелинский. В школу было привлечено значительное количество новых учителей. Многие из них успешно работают по сей день: учителя математики С. И. Васянин, А. В. Васянина, учителя физики А. Р. Зильберман (ум. в 2010 г.) и А. В. Кубышкин, учитель истории Е. В. Те (ум. в 2014 г), учитель биологии Ю. А. Рудик. В школе была применена демократическая схема управления. Стратегическое руководство директора опиралось на профессионализм кафедральной системы по образцу вузовской. Кафедры возглавили ведущие учителя.
Все важнейшие решения школьной жизни принимались коллективно на Совете лицея, в состав которого входили директор, его заместители, все заведующие кафедрами, представители родительского комитета и позже — ученического коллектива. В школе была создана сильная психологическая служба, в одну из задач которой входил ежегодный мониторинг внутришкольного общественного мнения.
Благодаря активной педагогической позиции ведущих учителей в школе развились не только традиционное физико-математическое направление, но также химико-биологическое и гуманитарное. Школа упрочила свои позиции лидеров московского, а по некоторым позициям и российского образования. Ежегодно публиковавшиеся Московским департаментом образования рейтинги школ неизменно ставили «Вторую школу» на 1-2 места. Школа продолжала иногда уступать своим конкурентам по лидерству в математическом образовании, но оставляла далеко позади всех по комплексному развитию своих учеников.
Среди наиболее заметных успехов «Второй школы» периода 1992—2002 гг. следует отметить:
- многолетнее лидерство по количеству «соросовских учителей» (впоследствии — лауреатов гранта правительства Москвы в сфере образования) — 23 лауреата в одной школе (около 1/3 её постоянного педагогического состава). По данным ISSEP, опубликованным в «Общей газете» 21.06.2001, учителя «Второй школы» получили 64 соросовских гранта (данные на 2000-й год).
- победы учащихся на международных, российских и московских городских олимпиадах по физике, математике, химии, биологии, экологии, информатике, географии, истории и по другим предметам.
- поступление учащихся в ведущие вузы Москвы, такие как: МФТИ, МГУ, ММА им. Сеченова, РХТУ и другие.
- победы на международных конкурсах проектных работ учащихся Intel International Science and Engineering Fair[6][7][8].

Н. А. Шабарин, учитель русского языка и литературы, французского языка, продолжил традицию школьных театральных постановок, среди которых самая известная — «Про Федота-стрельца, удалого молодца» по Л. Филатову с учителем информатики А. Ю. Пушкиным в главной роли.
Спортивно-туристскую и экспедиционную работу в школе вело сразу несколько учителей. Не менее 7 групп учащихся каждые каникулы выезжало в спортивные походы и экспедиции на Соловецкие острова, в Окский биосферный заповедник, на Кольский полуостров, Саяны, Байкал, Камчатку и многие другие районы России. В 1998 году команда, наполовину состоявшая из учащихся-второшкольников, заняла второе место на «взрослом» Чемпионате России по спортивному туризму (поход IV категории сложности), оставив позади команду мастеров спорта из Иркутска с их более сложным походом (VI категории сложности).
В 1997 году директор заявил о своём уходе. Далее последовал длительный период поиска нового кандидата на должность директора, в результате чего летом 1998 года этот пост занял А. К. Ковальджи, выпускник «Второй школы» 1973 года.
В 2001 году в школу вновь вернулся её самый первый директор — Владимир Фёдорович Овчинников. Он привлёк к решению проблем ряд выпускников школы первого периода её существования. Однако, значительная часть учителей (в основном преподающие на биохимическом отделении, около 20 человек) в 2002 году покинула школу. Ушедшим учителям предложили перейти в 192-ю школу, где ими было создано новое лицейское отделение, которое продолжило традиции Л2Ш, возникшие в 1990-е годы.
В дальнейшем набор в классы биохимического профиля не проводился.

### 2002 — настоящее время
С 2002 года по март 2020 года руководителем Лицея «Вторая школа» был В. Ф. Овчинников, народный учитель Российской Федерации с 2008 года. Лицей за последние годы сильно преобразился. Продолжает развивать физико-математическое направление. Ежегодно в Лицей «Вторая школа» набирается 5 новых классов — 3 шестых класса и 2 седьмых. Прием проводится по результатам вступительных испытаний.
Также структурным подразделением Лицея, работающим в его стенах, является Вечерняя Многопредметная школа, «выросшая» из Вечерней Математической школы, многие годы работавшей на базе «Второй школы» даже в самые сложные её годы. В ВМШ с детьми 2—7 классов 1 раз в неделю занимаются «нестандартной» математикой, занимательной физикой, информатикой и русским языком. Преподают в ВМШ в основном действующие учителя и выпускники Лицея «Вторая школа».
«Вторая школа» последние годы организует Летнюю математическую школу, в которой в 2010 году побывало более 130 детей.
В Лицее проходила открытая конференция учебно-исследовательских работ школьников имени Р. К. Бега, на которой второшкольники представляли свои работы, выполненные самостоятельно под руководством преподавателей. В апреле 2011 прошла англоязычная конференция, где лучшие работы были переведены и представлены на английском языке.
Лицей продолжает входить в тройку лидеров московских школ, дающих качественное образование (как по количеству 100-балльных оценок ЕГЭ, так и в рейтинге МИОО, составленном на основании побед учащихся в олимпиадах высокого уровня). Второшкольники систематически занимают призовые места на Всероссийской олимпиаде школьников по нескольким предметам (математика, физика, астрономия, информатика, география). Кроме этого, периодически становятся победителями и призёрами международных олимпиад. Так, десятиклассница Александра Васильева в ноябре 2010 года завоевала золотую медаль личного первенства и серебряную командного первенства по эксперименту на Международной олимпиаде школьников по естественным наукам IJSO-2010 в Нигерии.
В 2010 году работа по геометрии Лобачевского одиннадцатиклассницы Евгении Алексеевой на международном конкурсе Intel ISEF (Сан-Хосе, США) была удостоена третьей основной премии, а также специальной премии Американского Математического Общества. Её научный руководитель П. В. Бибиков — выпускник мехмата МГУ, выпускник и уже учитель лицея «Вторая школа».
В настоящее время в Лицее два заместителя директора и более 15 преподавателей являются выпускниками «Второй школы». По-прежнему, все выпускники становятся студентами ведущих вузов страны и лучших вузов зарубежья. 2/3 из них поступают на бюджетные места различных факультетов МГУ (мехмат, физфак, ВМК, геофак).
В ноябре 2011 года на заседании Экспертного совета Департамента образования города Москвы был представлен рейтинг лучших школ Москвы — 2011. Рейтинг составлен по итогам олимпиад и результатам сдачи ЕГЭ. «Вторая школа» занимает в нём третью строку.
Также по итогам 2011 года «Вторая школа» заняла второе место в рейтинге общеобразовательных школ по экономике. Данный рейтинг был составлен по итогам «Открытого чемпионата школ по экономике 2011», который ежегодно проводит МГУ имени М. В. Ломоносова.
В Лицее сохранена и успешно функционирует кафедральная система. Руководство кафедрами осуществляют ведущие педагоги:
- Председатель Совета Лицея — Гордюнин Сергей Алексеевич
- Кафедра физики — Александров Дмитрий Анатольевич и Мещерский Евгений Леонович
- Кафедра математики — Балабанов Александр Иванович (до 2018 года)
- Кафедра химии — Пономарёв Сергей Юрьевич
- Кафедра биологии — Тихомиров Алексей Владимирович
- Кафедра русской словесности — Еселева Галина Ионовна
- Кафедра истории — Те Евгений Викторович
- Кафедра географии — Алексеев Александр Ильич
- Кафедра информатики — Шахнович Вадим Игоревич
- Кафедра иностранных языков — Танетова Людмила Георгиевна
- Кафедра физической культуры — Шелевич Инга Анатольевна

## Учителя
База данных об учителях Второй школы за период с 1957 по 2002 год

### Лауреаты премии Фонда Сороса
Всего во Второй школе периода 1992—2002 года было 23 соросовских учителей (из них математиков — 9, физиков — 6, биологов — 3, химиков — 4, информатиков — 1).
| Соросовские учителя Второй школы 1995—2002 гг. | Соросовские учителя Второй школы 1995—2002 гг. | Соросовские учителя Второй школы 1995—2002 гг. |
| № п/п                                          | ФИО учителя                                    | Предмет                                        |
| ---------------------------------------------- | ---------------------------------------------- | ---------------------------------------------- |
| 1                                              | Александров Дмитрий Анатольевич                | физика                                         |
| 2                                              | Балабанов Александр Иванович                   | математика                                     |
| 3                                              | Бега Рудольф Карлович                          | физика                                         |
| 4                                              | Васянин Сергей Иванович                        | математика                                     |
| 5                                              | Гладкова Елена Борисовна                       | математика                                     |
| 6                                              | Гордюнин Сергей Алексеевич                     | физика                                         |
| 7                                              | Домео Клавдия Евгеньевна                       | химия                                          |
| 8                                              | Ефремова Галина Александровна                  | физика                                         |
| 9                                              | Жилин Денис Михайлович                         | химия                                          |
| 10                                             | Зильберман Александр Рафаилович                | физика                                         |
| 11                                             | Киселев Игорь Александрович                    | биология                                       |
| 12                                             | Козлов Максим Викторович                       | математика                                     |
| 13                                             | Кузнецов Дмитрий Генрихович                    | математика                                     |
| 14                                             | Мещерский Евгений Леонович                     | физика                                         |
| 15                                             | Недоспасов Андрей Артурович                    | химия                                          |
| 16                                             | Нестеров Сергей Вячеславович                   | математика                                     |
| 17                                             | Пономарев Сергей Юрьевич                       | химия                                          |
| 18                                             | Резниченко Сергей Васильевич                   | математика                                     |
| 19                                             | Рудик Юрий Артурович                           | биология                                       |
| 20                                             | Рязанов Владимир Михайлович                    | математика                                     |
| 21                                             | Тихомиров Алексей Владимирович                 | биология                                       |
| 22                                             | Чувахина Галина Алексеевна                     | математика                                     |
| 23                                             | Шахнович Вадим Игоревич                        | информатика                                    |

## Директоры
1. Овчинников Владимир Фёдорович 1956—1971
2. Смирнов Евгений Геннадиевич 1971—1975
3. Родионов Алексей Николаевич 1975—1978
4. Книга Нинель Николаевна 1978—1982
5. Прямостанова Раиса Ильинична 1982—1987
6. Беляев Алексей Александрович 1987—1992
7. Хмелинский Пётр Вадимович 1992—1998
8. Ковальджи Александр Кириллович 1998—2001
9. Овчинников Владимир Фёдорович 2001—16 марта 2020[15]
10. Случ Михаил Ильич 17 марта 2020—поныне[15]

## Выпускники
См. категорию Выпускники 2-й физико-математической школы.